# Paramastax cordillerae
Paramastax cordillerae är en insektsart som först beskrevs av Henri Saussure 1903.  Paramastax cordillerae ingår i släktet Paramastax och familjen Eumastacidae. Inga underarter finns listade i Catalogue of Life.